# 斜里郵便局
斜里郵便局（しゃりゆうびんきょく）は北海道斜里郡斜里町にある郵便局。民営化前の分類では集配普通郵便局であった。

## 概要
住所：〒099-4199 北海道斜里郡斜里町本町14-2
民営化直前の集配業務再編において、多くの集配普通郵便局は統括センターとなったが、当局は配達センターとされたため、民営化後も郵便事業株式会社の支店は併設されず、集配センターが併設された。

## 沿革
- 1875年（明治8年）7月10日 - 斜里郵便局（五等）として開設[1]。
- 1896年（明治29年）7月1日 - 為替・貯金取扱を開始。
- 1897年（明治30年）10月21日 - 斜里郵便電信局となる。
- 1903年（明治36年）4月1日 - 通信官署官制の施行に伴い斜里郵便局となる。
- 1956年（昭和31年）12月11日 - 電気通信業務の取扱を斜里電報電話局に移管[2]。
- 1973年（昭和48年）3月26日 - 三井簡易郵便局の一時閉鎖[3]に伴い、取扱事務を承継。
- 1979年（昭和54年）11月12日 - 特定郵便局から普通郵便局に局種別改定するとともに、朱円郵便局から集配業務の全部と峰浜郵便局から集配業務の一部[4]を移管。
- 1991年（平成3年）6月30日 - 以久科郵便局の廃止に伴い、取扱事務を承継。
- 1995年（平成7年）6月24日 - 峰浜郵便局の廃止に伴い、取扱事務を承継。
- 2000年（平成12年）7月3日 - 斜里文光簡易郵便局の一時閉鎖[5]に伴い、取扱事務を承継。
- 2000年（平成12年）8月14日 - 外国通貨の両替および旅行小切手の売買に関する業務取扱を開始。
- 2005年（平成17年）3月26日 - 朱円郵便局の廃止に伴い、取扱事務を承継[6]。
- 2007年（平成19年）4月1日 - 峰浜簡易郵便局の一時閉鎖[7]に伴い、取扱事務を承継[8]。
- 2007年（平成19年）10月1日 - 民営化に伴い、併設された郵便事業網走支店斜里集配センターに一部業務を移管。
- 2012年（平成24年）10月1日 - 日本郵便株式会社の発足に伴い、郵便事業網走支店斜里集配センターを斜里郵便局に統合。

## 取扱内容
- 郵便、印紙、ゆうパック、内容証明
- 貯金、為替、振替、振込、国際送金、外貨両替・トラベラーズチェック、国債、投資信託
- 生命保険、バイク自賠責保険、自動車保険
- ゆうちょ銀行ATM
- 斜里郡斜里町内の一部地域の集配業務（ウトロ地区は宇登呂郵便局の担当）

## 周辺
- 斜里町役場
- 斜里警察署
- 斜里町立知床博物館
- 道の駅しゃり

## アクセス
- JR釧網本線 知床斜里駅から東へ約700m（徒歩約8分）
- 斜里バス
- 駐車場あり：3台